# Rubus parvalceifolius
Rubus parvalceifolius är en rosväxtart som beskrevs av Friedrich Franz August Albrecht Bolle. Rubus parvalceifolius ingår i släktet rubusar, och familjen rosväxter. Inga underarter finns listade i Catalogue of Life.